# Txormoz
Txormoz (en rus: Чёрмоз) és una ciutat de Rússia, es troba al territori de Perm. El 2023 tenia 2.919 habitants. Es troba a la riba del riu Kama, a 87 km al nord de Perm.

## Història
Txormoz fou fundada el 1701 o 1761, prop d'una foneria de coure (Txernovski Zavod). La fàbrica després es convertí en una planta siderúrgica. Txormoz accedí a l'estatus d'assentament urbà el 1928 i al de ciutat el 1943. Durant l'emplenat del pantà de Kama, el 1958, una part de la ciutat quedà submergida, i la població disminuí des d'aleshores.